# Rayjon Tucker
Rayjon Tucker (Charlotte, Carolina del Norte, 24 de septiembre de 1997) es un baloncestista estadounidense que pertenece a la plantilla de los Vaqueros de Bayamón de la BSN. Con 1,91 metros de estatura, ocupa la posición de escolta.

## Trayectoria deportiva

### Universidad
Jugó dos temporadas con los Eagles de la Universidad de la Costa del Golfo de Florida, en las que promedió 6,9 puntos y 3 rebotes por partido. Al término de esa segunda temporada anunció su intención de ser transferido a otra universidad.
Recaló en los Trojans de la Universidad de Arkansas-Little Rock, donde, tras cumplir el año en blanco que impone la NCAA, jugó una temporada más, en la que promedió 11,0 puntos, 4,1 rebotes y 1,2 asistencias por encuentro. Fue incluido en el segundo mejor quinteto de la Sun Belt Conference.

#### Estadísticas
| Año     | Equipo             | PJ | PT | MPP  | %TC  | %3P  | %TL  | RPP | APP | ROB | TPP | PPP  |
| ------- | ------------------ | -- | -- | ---- | ---- | ---- | ---- | --- | --- | --- | --- | ---- |
| 2015–16 | Florida Gulf Coast | 35 | 1  | 18.5 | .545 | .359 | .714 | 3.0 | .8  | .6  | .2  | 6.2  |
| 2016–17 | Florida Gulf Coast | 33 | 6  | 18.8 | .509 | .453 | .753 | 3.9 | 1.0 | .4  | .3  | 7.7  |
| 2018–19 | Little Rock        | 30 | 30 | 36.6 | .491 | .411 | .777 | 6.7 | 1.8 | 1.1 | .4  | 20.3 |
| Total   | Total              | 98 | 37 | 24.2 | .505 | .414 | .756 | 4.1 | 1.2 | .7  | .3  | 11.0 |

### Profesional
Tras no ser elegido en el Draft de la NBA de 2019, se unió a los Milwaukee Bucks para disputar las Ligas de Verano de la NBA, jugando cinco partidos en los que promedió 10,2 puntos y 3,6 rebotes, lo que le valió un puesto en la pretemporada del equipo, aunque finalmente fue cortado en octubre, pero asignado a su filial en la G League, los Wisconsin Herd. Allí fue pieza clave en los 16 partidos que jugó, promediando 23,8 puntos, 4,6 rebotes y 2,8 asistencias.
El 24 de diciembre de 2019 firmó contrato con los Utah Jazz, para cubrir la baja de Jeff Green, cortado el día anterior. Esa temporada jugó también para el filial de la G League, los Salt Lake City Stars.
Después de un año en Utah, el 28 de noviembre de 2020, es traspasado a Cleveland Cavaliers, pero es cortado por los Cavs inmediatamente. El 1 de diciembre de 2020, Tucker firmó un contrato con Los Angeles Clippers, pero fue despedido a la conclusión de la pretemporada.
En enero de 2021 se firmó un contrato dual con Philadelphia 76ers y su filial de la G League, los Delaware Blue Coats.
En octubre de 2021 se une a los Wisconsin Herd. Tras 13 encuentros, el 21 de diciembre, firma un contrato de 10 días con Minnesota Timberwolves, pero no llega a debutar con el equipo. El 31 de diciembre, firma por 10 días con Denver Nuggets, con los que disputa 3 partidos. Regresa a los Herd, y el 8 de abril de 2022, firma un contrato por 3 años con Milwaukee Bucks.
El 5 de julio de 2022 es cortado por los Bucks.
El 2 de agosto de 2022 firmó con Melbourne United de la NBL Australia.
El 16 de julio de 2023, Tucker firmó con Reyer Venezia en Italia para la temporada 2023-24 de la Lega Basket Serie A.
En julio de 2024 se une al Virtus Bolonia, también de la Lega Basket Serie A.
El 29 de marzo de 2025 fichó por el AEK BC de la A1 Ethniki griega.
El 7 de agosto de 2025 se hace oficial su fichaje por los Vaqueros de Bayamón de la BSN, en sustitución del lesionado Chris Duarte. Allí conquista el título de liga.

## Estadísticas de su carrera en la NBA

### Temporada regular
| Año     | Equipo       | PJ | PT | MPP  | %TC  | %3P   | %TL  | RPP | APP | ROB | TPP | PPP |
| ------- | ------------ | -- | -- | ---- | ---- | ----- | ---- | --- | --- | --- | --- | --- |
| 2019-20 | Utah         | 20 | 0  | 8.1  | .465 | .176  | .826 | 1.0 | .3  | .1  | .1  | 3.1 |
| 2020-21 | Philadelphia | 14 | 0  | 4.9  | .500 | .286  | .737 | .8  | .4  | .1  | .0  | 2.4 |
| 2021-22 | Denver       | 3  | 0  | 9.7  | .500 | .500  | .750 | 1.3 | 1.3 | .3  | .0  | 2.0 |
| 2021-22 | Milwaukee    | 2  | 0  | 21.0 | .714 | 1.000 | .667 | 2.0 | 3.0 | 1.5 | .0  | 7.5 |
| Total   | Total        | 39 | 0  | 7.7  | .500 | .310  | .776 | 1.0 | .5  | .2  | .0  | 3.0 |

### Playoffs
| Año   | Equipo       | PJ | PT | MPP | %TC  | %3P  | %TL  | RPP | APP | ROB | TPP | PPP |
| ----- | ------------ | -- | -- | --- | ---- | ---- | ---- | --- | --- | --- | --- | --- |
| 2020  | Utah         | 2  | 0  | 5.5 | .400 | .333 | —    | .0  | .0  | .0  | .0  | 2.5 |
| 2021  | Philadelphia | 1  | 0  | 2.0 | —    | —    | .500 | .0  | .0  | .0  | .0  | 1.0 |
| 2022  | Milwaukee    | 8  | 0  | 2.4 | .333 | .000 | —    | .4  | .0  | .0  | .0  | .3  |
| Total | Total        | 11 | 0  | 2.9 | .375 | .250 | .500 | .3  | .0  | .0  | .0  | .7  |